# Нигероза
Нигеро́за, или сейкбио́за, — органическое соединение, дисахарид, несбраживаемый сахар, полученный путём частичного гидролиза нигерана, полисахарида, содержащегося в чёрной плесени, однако также легко извлекается из декстранов, найденных в рисе, плесени и многих других продуктов брожения микроорганизмов, например у L. mesenteroides. Этот дисахарид состоит из двух остатков D-глюкозы, имеющие гликозидные связи α(1→3). Является продуктом карамелизации глюкозы.
Структура нигерозы была определена в 1961 году, а в 1988 году была синтезирована из раствора D-глюкозы и фермента α-глюкозидазы.